# Tumba kyrka
Tumba kyrka är en kyrkobyggnad i området Tuna i Tumba i Botkyrka kommun och Stockholms stift. Den är församlingskyrka i Botkyrka församling och invigdes 1973. Kyrkan har cirka 200 sittplatser. September 2022 till mars 2023 var Tumba kyrka stängd för ombyggnation. På palmsöndagen (2 april) 2023 återinvigdes kyrkan. Efter ombyggnationen finns nu Botkyrka församlings expedition inne i Tumba kyrka. I en annan del av kyrkan har lokaler för diakoni, terapi och sorgestödsverksamhet skapats.

## Kyrkobyggnaden

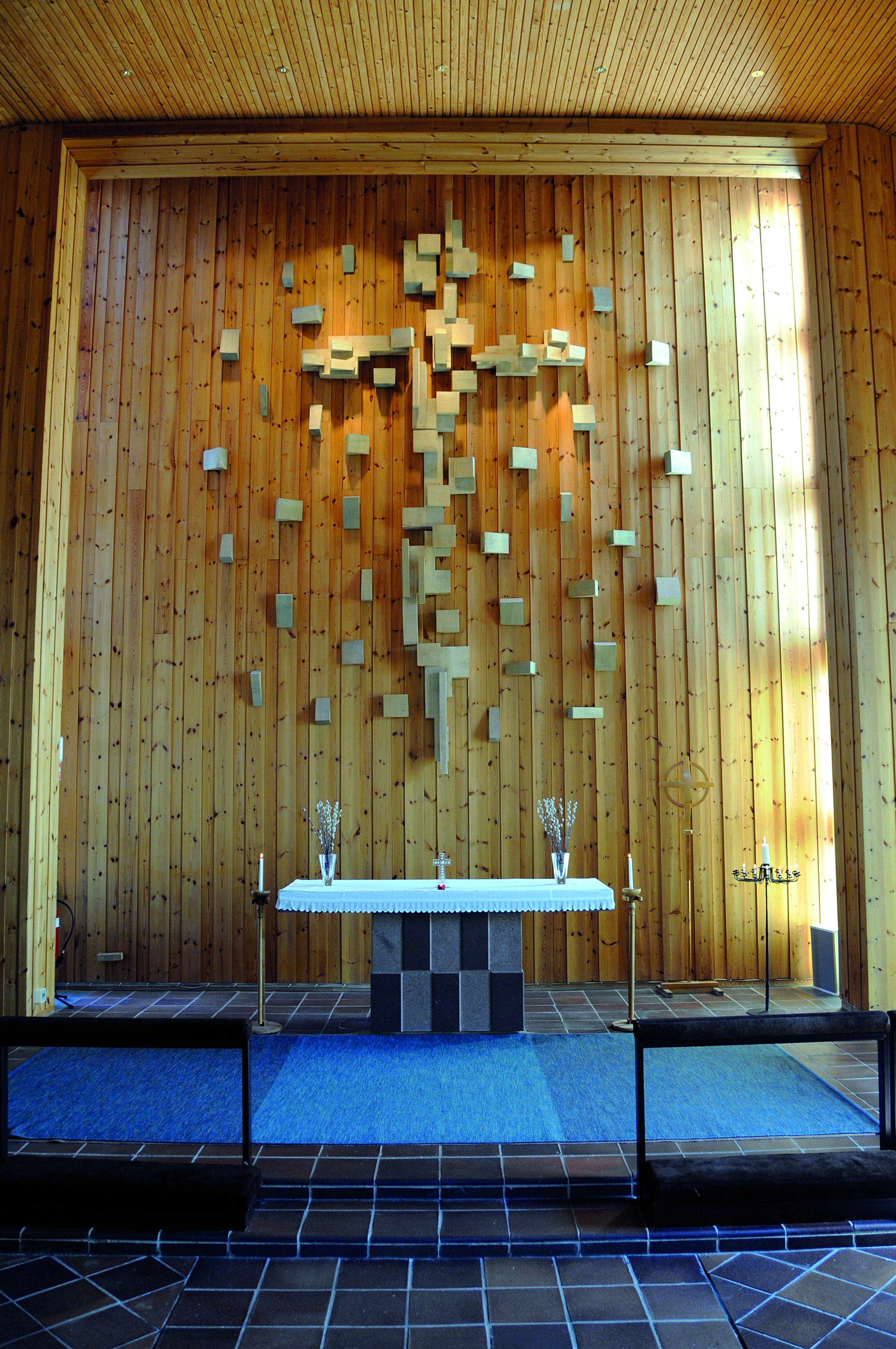
Altarväggen i Tumba kyrka

Kyrkan är byggd på en gammal prästgårdstomt. Den första prästgården på platsen byggdes tidigt på 1800-talet och bekostades av Sveriges riksbank, som ägde Tumba pappersbruk inte långt ifrån platsen. I början av 1900-talet ersattes denna prästgård av en ny. Eftersom det var tämligen långt till Botkyrka kyrka som var församlingens enda kyrka började man emellertid redan på 1920-talet diskutera att bygga ett kapell i Tumba. Planerna kom dock att fördröjas flera gånger, bland annat på grund av andra världskriget, men 1972 fattades ett beslut om bygge. Arkitekt var Börje Wehlin, och den 9 december 1973 invigdes kyrkan av domprosten i Storkyrkoförsamlingen, Lars Carlzon.
Hopbyggda med kyrkans huvudbyggnad finns två flyglar åt väster som används för församlingens vardagsarbete. Tillsammans med huvudbyggnaden omsluter flyglarna en innergård. Utanpå kyrkans korvägg finns ett förgyllt kors, under vilket sitter tolv enkla träskulpturer som ska symbolisera Jesu tolv apostlar.
Kyrkan har inget torn, utan har i stället en klockstapel med två klockor, gjutna hos Bergholtz klockgjuteri i Sigtuna. Den stora har en inskription från Olov Hartmans psalm Sorlet har dött (Sv ps 166): Sorlet har dött från väg och dammigt vimmel, ovanför oron och närmare din himmel, i rymder klara, är oss gott att vara med dig allena. Den lilla har en inskription från Psaltaren 46:11: Bliven stilla och besinnen att jag är Gud. Kyrkfönstren, målade av Ingun Wistedt, visar skapelsen.

## Inventarier
Altarväggen är smyckad med ett "trasigt" kors bestående av utspridda bitar mellan vilka ljus och skugga samverkar. Korset är ett verk av skulptören Stefan Thorén.  En trärelief i dopkapellet, gjord av Eva Spångberg, ska illustrera Jesu ord "låten barnen komma till mig".

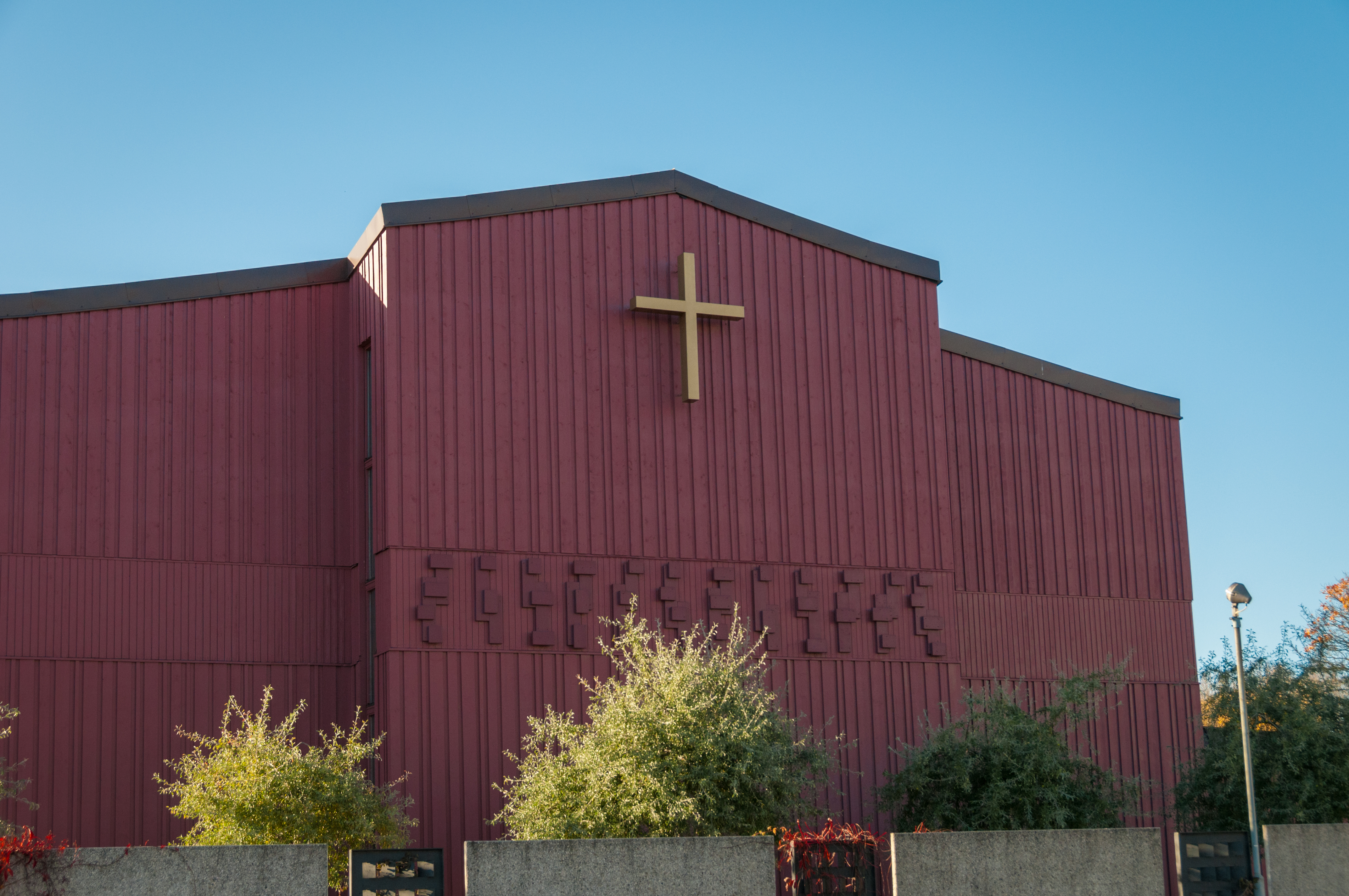
Tumba kyrka hösten 2017

### Orgel
- 1973 byggde Jacoby Orgelverkstad, Stockholm en orgel med 15 stämmor, två manualer och pedal.
- Den nuvarande orgeln byggdes 1988 av A. Magnussons Orgelbyggeri AB, Mölnlycke och är en mekanisk orgel. Orgeln har ett tonomfång på 56/30.

| Huvudverk I    | Öververk II       | Pedal      | Koppel |
| Principal 8'   | Borduna 8´        | Subbas 16´ | I/P    |
| Dubbelflöjt 8' | Fugara 8'         | Borduna 8´ | II/P   |
| Octava 4'      | Octavflöjt 4'     | Fagott 16' | II/I   |
| Kvinta 2 2/3'  | Waldflöjt 2'      |            |        |
| Octava 2'      | Cornett III D     |            |        |
| Scharf III     | Fagott-Oboe 8'    |            |        |
| Trumpet 8'     | Tremulant         |            |        |
|                | Crescendosvällare |            |        |